# Глюксталер

Датский глюксталер 1623 года

Глюксталер (нем. Glückstaler, от нем. Glück — счастье, удача) — название ряда монет талерового типа XVII—XVIII столетий с изображённой на них древнеримской богиней удачи Фортуной. К ним относят следующие монетные типы:
1. Талеры 1612—1613 года отчеканенные во время правления герцога Мекленбург-Шверина Адольфа Фридриха I (1592—1658)[1][2][3]. Отчеканенные в городе Гадебуш монеты номиналом в 1 талер 1612 года[4] и 2 талера 1613 года[5] содержат на реверсе изображение Фортуны. По своим весовым характеристикам соответствуют рейхсталерам[6].
2. Датские талеры времён правления Кристиана IV (1588—1648) и Фредерика III (1648—1670) чеканенные в Глюкштадте с изображением Фортуны с парусом на Земном шаре[2].
3. Рудничные монеты отчеканенные в Андреасберге во время правления герцога Брауншвейг-Вольфенбюттеля Фридриха Ульриха (1613—1634) в 1622 году. На аверсе монет номиналом в 1¼[7], 2[8] и 4 талера изображена Фортуна на земном шаре, на реверсе сцены охоты, ловли, горного дела и сельскохозяйственных работ[1][7].